# Seznam chráněných území v okrese Brno-město
Toto je seznam chráněných území v okrese Brno-město aktuální k roku 2012, ve kterém jsou uvedena chráněná území v oblasti okresu Brno-město.
| Kód  | Obrázek                                                     | Typ  | Název                       | Rozloha (ha) | Galerie Commons                                                            | Popis území | Souřadnice                       |
| ---- | ----------------------------------------------------------- | ---- | --------------------------- | ------------ | -------------------------------------------------------------------------- | --- | -------------------------------- |
| 1449 | Potok vytékající z lesa v přírodní památce Augšperský potok | PP   | Augšperský potok            | 1 847        | Kategorie „Augšperský potok (natural monument)“ na Wikimedia Commons       | Údolí s meandrujícím potokem, útočiště obojživelníků. | 49°11′45″ s. š., 16°28′17″ v. d. |
|      |                                                             | PřP  | Baba                        | 889          | Kategorie „Přírodní park Baba“ na Wikimedia Commons                        | Rozsáhlá zalesněná vyvýšenina s mnoha loukami. Celý komplex se nachází především na území Řečkovic, Bystrce, Medlánek a obce Česká. Nejvyšší bod – Sychrov – dosahuje nadmořské výšky 463 metrů. | 49°15′44″ s. š., 16°32′40″ v. d. |
| 1898 | Babí doly                                                   | PR   | Babí doly                   | 0,75         | Kategorie „Babí doly“ na Wikimedia Commons                                 | Dva rybníčky s přirozenými společenstvy, výskyt obojživelníků a raků. | 49°17′23″ s. š., 16°36′12″ v. d. |
| 1627 | Bílá hora při pohledu z Jedovnické ulice                    | PP   | Bílá hora                   | 0,65         | Kategorie „Bílá Hora (Brno-Židenice)“ na Wikimedia Commons                 | Ostrůvek teplomilné květeny. | 49°11′36″ s. š., 16°39′33″ v. d. |
| 954  | Přírodní rezervace Bosonožský hájek                         | PR   | Bosonožský hájek            | 46,77        | Kategorie „Bosonožský hájek“ na Wikimedia Commons                          | Smíšený les, významná mykologická lokalita. | 49°11′26″ s. š., 16°29′53″ v. d. |
| 1130 | Přírodní rezervace Břenčák                                  | PR   | Břenčák                     | 28,07        | Kategorie „Břenčák“ na Wikimedia Commons                                   | Skalnaté svahy s listnatým, převážně dubovým porostem a řadou vzácných rostlin. | 49°16′26″ s. š., 16°27′31″ v. d. |
| 698  | Černovický hájek                                            | PR   | Černovický hájek            | 11,73        | Kategorie „Černovický hájek“ na Wikimedia Commons                          | Poslední zbytek lužního lesa v těsné blízkosti Brna. | 49°9′53″ s. š., 16°38′46″ v. d.  |
| 2466 | Červený kopec                                               | NPP  | Červený kopec               | 0,55         | Kategorie „Červený kopec (national natural monument)“ na Wikimedia Commons | Profil kvartérními sedimenty, paleontologické naleziště. | 49°10′33″ s. š., 16°35′9″ v. d.  |
| 103  | Hádecká planinka                                            | NPR  | Hádecká planinka            | 83,16        | Kategorie „Hádecká planinka“ na Wikimedia Commons                          | Druhově bohatý komplex přirozených doubrav a bukových doubrav. | 49°13′32″ s. š., 16°40′35″ v. d. |
| 1128 | Jezero Lávka v rámci Holáseckých jezer                      | PP   | Holásecká jezera            | 12,26        | Kategorie „Holasky lakes“ na Wikimedia Commons                             | Systém vodních ploch s břehovými porosty - refugium obojživelníků. | 49°8′55″ s. š., 16°38′35″ v. d.  |
| 901  | Přírodní rezervace Jelení žlíbek                            | PR   | Jelení žlíbek               | 11,99        | Kategorie „Jelení žlíbek“ na Wikimedia Commons                             | Zbytek přirozeného bukového porostu. | 49°14′17″ s. š., 16°29′6″ v. d.  |
| 1460 | Junácká louka                                               | PP   | Junácká louka               | 5,00         | Kategorie „Junácká louka“ na Wikimedia Commons                             | Louka s hojným výskytem hořce křížatého. | 49°15′37″ s. š., 16°27′41″ v. d. |
| 699  | Ostrůvek stepního porostu rezervace Kamenný vrch            | PR   | Kamenný vrch                | 15,13        | Kategorie „Kamenný vrch“ na Wikimedia Commons                              | Bohatá lokalita koniklece velkokvětého. | 49°11′0″ s. š., 16°33′9″ v. d.   |
| 2154 | Hloh v památce Kavky                                        | PP   | Kavky                       | 6,42         | Kategorie „Kavky (Brno)“ na Wikimedia Commons                              | Zbytek původních teplomilných rostlinných společenstev. | 49°13′4″ s. š., 16°40′7″ v. d.   |
| 1129 | Přírodní rezervace Krnovec                                  | PR   | Krnovec                     | 8,44         | Kategorie „Krnovec“ na Wikimedia Commons                                   | Příkrá skalnatá stráň se suťovým porostem a velmi bohatým bylinným patrem. | 49°15′31″ s. š., 16°27′11″ v. d. |
| 1459 | Kůlny                                                       | PP   | Kůlny                       | 12,00        | Kategorie „Kůlny“ na Wikimedia Commons                                     | Skalnaté stráně se zakrslou doubravou a bohatým bylinným podrostem. | 49°15′40″ s. š., 16°28′26″ v. d. |
| 6252 | Letiště Medlánky                                            | PP   | Letiště Medlánky            | 25,37        | Název kategorie na Wikimedia Commons nebyl zadán                           | Populace sysla obecného a jeho stanoviště | 49°14′14″ s. š., 16°33′24″ v. d. |
| 2013 | Medlánecká skalka                                           | PP   | Medlánecká skalka           | 0,34         | Kategorie „Medlánecká skalka“ na Wikimedia Commons                         | Lokalita koniklece velkokvětého | 49°14′29″ s. š., 16°34′3″ v. d.  |
| 1131 | Kus skály na vrcholu Medláneckého kopce                     | PP   | Medlánecké kopce            | 12,55        | Kategorie „Medlánecké kopce“ na Wikimedia Commons                          | Bohatá lokalita teplomilné květeny a teplomilného hmyzu, lokalita syslů. | 49°14′4″ s. š., 16°34′8″ v. d.   |
| 651  | Tůňka v oblasti Mníší hory                                  | PP   | Mniší hora                  | 25,00        | Kategorie „Mniší hora“ na Wikimedia Commons                                | Teplomilné doubravy a dubohabřiny s výskytem vzácných a zvláště chráněných druhů rostlin. | 49°14′21″ s. š., 16°32′9″ v. d.  |
| 72   | Krasová výzdoba Punkevní jeskyně                            | CHKO | Moravský kras               | 9 400        | Kategorie „Moravian Karst“ na Wikimedia Commons                            | Rozsáhlá krasová oblast s širokým spektrem krasových jevů. | 49°16′41″ s. š., 16°44′3″ v. d.  |
| 1650 | Na Skalách                                                  | PP   | Na Skalách                  | 0,07         | Kategorie „Na Skalách (Brno-City District)“ na Wikimedia Commons           | Skalnatý hřbet s dubohabrovým porostem a teplomilnou květenou, lokalita bramboříku nachového. | 49°15′48″ s. š., 16°27′27″ v. d. |
| 1126 | Netopýrky ze severovýchodního okraje                        | PP   | Netopýrky                   | 1,54         | Kategorie „Netopýrky“ na Wikimedia Commons                                 | Izolovaný ostrůvek teplomilných společenstev, výskyt ťuhýka obecného. | 49°14′ s. š., 16°33′8″ v. d.     |
| 1044 | Obřanská stráň                                              | PP   | Obřanská stráň              | 1,22         | Kategorie „Obřanská stráň“ na Wikimedia Commons                            | Skalnaté svahy s teplomilnými křovinami. | 49°13′33″ s. š., 16°39′50″ v. d. |
| 1458 | Přírodní památka Pekárna                                    | PP   | Pekárna                     | 59,64        | Kategorie „Pekárna“ na Wikimedia Commons                                   | Dubohabrový porost s bohatou květenou, ptačí hnízdiště. | 49°12′39″ s. š., 16°30′52″ v. d. |
|      |                                                             | PřP  | Podkomorské lesy            | 3 333        | Kategorie „Podkomorské lesy“ na Wikimedia Commons                          | Převážnou část území parku tvoří listnaté dubohabrové lesy. Park je prameništěm mnoha potoků a potůčků v povodí Svratky. Přírodní památka leží z části na území okresu Brno-venkov.              | 49°14′1″ s. š., 16°27′55″ v. d.  |
| 6264 | Ráječek                                                     | PP   | Ráječek                     | 13,437       | Název kategorie na Wikimedia Commons nebyl zadán                           | mokřadní biotopy v nivě řeky Svitavy | 49°9′55″ s. š., 16°38′44″ v. d.  |
| 1457 | Jedna z chráněných skal                                     | PP   | Skalky u Přehrady           | 1,34         | Kategorie „Skalky u Přehrady“ na Wikimedia Commons                         | Skalnaté svahy s teplomilnou a lišejníkovou vegetací. | 49°14′ s. š., 16°31′12″ v. d.    |
| 1043 | Dolní ze Soběšických rybníčků z hráze horního               | PP   | Soběšické rybníčky          | 1,29         | Kategorie „Soběšické rybníčky“ na Wikimedia Commons                        | Dva malé rybníčky, refugium obojživelníků. | 49°15′9″ s. š., 16°36′25″ v. d.  |
| 700  | Stranská skála                                              | NPP  | Stránská skála              | 16,61        | Kategorie „Stránská skála“ na Wikimedia Commons                            | Paleontologická lokalita. | 49°11′26″ s. š., 16°40′33″ v. d. |
| 1042 | Údolí Kohoutovického potoka                                 | PP   | Údolí Kohoutovického potoka | 3,28         | Kategorie „Údolí Kohoutovického potoka“ na Wikimedia Commons               | Severní svahy potoka s přirozeným lesem v těsné blízkosti zástavby Pisárek. | 49°11′33″ s. š., 16°32′51″ v. d. |
| 1127 | Velká Klajdovka od stejnojmenného hotelu                    | PP   | Velká Klajdovka             | 10,58        | Kategorie „Velká Klajdovka“ na Wikimedia Commons                           | Vápencové skalky se stepními a lesostepními společenstvy. | 49°13′ s. š., 16°40′39″ v. d.    |
| 2247 | Výhled do okolí rezervace                                   | PR   | Velký Hornek                | 27,86        | Kategorie „Velký Hornek“ na Wikimedia Commons                              | Ochrana stepních a lesostepních lokalit a fragmentů šípákových doubrav. | 49°13′47″ s. š., 16°42′58″ v. d. |
| 955  | Žabětínský rybník                                           | PP   | Žebětínský rybník           | 4,42         | Kategorie „Žebětín pond“ na Wikimedia Commons                              | Menší rybník a mokřadní louky - refugium obojživelníků. | 49°12′51″ s. š., 16°29′29″ v. d. |

## Zrušená chráněná území
| Kód  | Obrázek     | Typ | Název       | Rozloha (ha) | Galerie Commons                              | Popis území                                                            | Souřadnice                      |
| ---- | ----------- | --- | ----------- | ------------ | -------------------------------------------- | ---------------------------------------------------------------------- | ------------------------------- |
| 1899 | Rajecká tůň | PP  | Rájecká tůň | 0,32         | Kategorie „Rájecká tůň“ na Wikimedia Commons | Říční tůňka v nivě Svitavy, zbytek lužního lesa, výskyt obojživelníků. | 49°9′55″ s. š., 16°38′32″ v. d. |